# Zack Baird
Zack Baird com o nome de batismo Zachary Baird, nascido em 16 de fevereiro de 1971, em Orange County, California, Estados Unidos. É um tecladista e pianista.

## Formação profissional
Zack é graduado em artes na Booker T. Washington Magnet High School, ele também cursou alto nível de desempenho em artes visuais, em Dallas, Texas, Estados Unidos. Numa grande escola que produziu outros artistas como, Edie Brickell, Erykah Badu, o trompetista de jazz Roy Kargrove e a cantora Norah Jones.

## Carreira Musical
Seu primeiro projeto foi a banda BillyGoat onde ele ingressou em 1990 e ficou na banda durante 6 anos. Ele fundou e esteve envolvido em vários outros projetos e bandas, incluindo:
- Whitey
- Cottonmouth Texas
- Decadent Dub Team
- HairyApesBMX
- Maimou.

Zack tem colaborado com diversos artistas de vários gêneros musicais, incluindo. "Edie Brickell, Everlast, Colin Hay, Daniel Powter, Mike Dillon, Stone Gossard e Evanescence (Desde a estréia do álbum "Fallen"). A participação de Zack com o cantor e pianista Daniel Powter foi em 2005 numa turnê pela Europa. Ele também fez um pequeno trabalho com os Nine Inch Nails, Zack diz que a experiência foi impar. Mais com certeza a maior experiência musical de Zack foi uma trabalho recente que ele fez com os KoЯn’s, excursionando com eles todo o mundo, com uma mascara de cavalo.(Quer por sua vez, ele ganhou o apelido de " Cavalo"). Comparando o KoЯn com seus projetos anteriores ele diz que foi uma experiência bastante diferente.
Zack Diz "Isso foi realmente uma puta viagem. Estive aqui durante todo dia de trabalho, todos os dia de ensaios da banda no espaço "S.I.R Studios Hollywood", apenas para aprender casa canção e usar e abusar desta maravilhosa arte que é o KoЯn." Em 9 de dezembro de 2006, Zack Juntamente com o KoЯn grava o MTV Unplugged: KoЯn

## Discografia
- 1992- Bush Roaming Mammals - BillyGoat
- 1994- Live at the Swingers Ball - BillyGoat
- 1995- Black & White – BillyGoat
- 1997- Anti-social Butterfly – Cottonmouth, Texas
- 1999- The Right to Remain silent – Cottonmouth, Texas
- 2000- Expatriape – HairyApes BMX
- 2001- Bay Leaf – Stone Gossard
- 2002- Ultimate Collection – Edie Brickell and the New Bohemians
- 2002- Slow Drip Torture – Maimou
- 2003- Fallen – Evanescence
- 2004- Persephonics – Moimou
- 2005- Just Like Heaven – Soundtrack
- 2006- Chopped Screwed, Live and Ungled – Korn
- 2007- MTV Unplugged: Korn – Korn
- 2007- Untitled – Korn
- 2007- Alone I Play  - Jonathan Davis
- 2008- Untitled studio album – Jonathan Davis
- 2008- Untitled debut album – Fear and the nervous system
- 2010- Korn III - Remember Who You Are – Korn
- 2011- The Path of Totality - Korn
- 2013- The Paradigm Shift - Korn